# Almendral de la Cañada
Almendral de la Cañada es un municipio y localidad española de la provincia de Toledo, en la comunidad autónoma de Castilla-La Mancha. Cuenta con una población de 345 habitantes (INE 2024).

## Toponimia
Su nombre fue el de "Almendral de Arriba" hasta 1916 que cambió por el actual, en referencia a la Cañada Real Leonesa que pasa por la población.

## Símbolos
El escudo heráldico que representa al municipio fue aprobado oficialmente el 2 de mayo de 1990 con el siguiente blasón:

Escudo español, mantelado. A la diestra, en campo de sinople una torre de oro. En la siniestra, en campo de oro, seis roeles de azur bien ordenados. En la zona mantelada, en campo de azur, almendro florido de plata. Al timbre Corona Real cerrada.
Diario Oficial de Castilla-La Mancha nº 31 de 9 de mayo de 1990

La descripción de la bandera municipal —aprobada oficialmente el 18 de mayo de 1992— es la siguiente:

Rectangular, de proporciones 3:5, dividida horizontalmente en dos parte de igual anchura, verde la superior y amarilla la inferior, con un triángulo de color azul, cuya base es el lado del asta y su vértice el centro de la bandera. En este triángulo se dispone el Escudo Heráldico del Municipio, timbrado.
Diario Oficial de Castilla-La Mancha nº 38 de 22 de mayo de 1992

## Geografía
La localidad está situada a una altitud de 630 m sobre el nivel del mar. El municipio se encuentra situado en la comarca de Sierra de San Vicente y linda con los términos municipales de La Iglesuela del Tiétar, El Real de San Vicente, Navamorcuende y Sartajada.
| Noroeste: Sartajada, Pedro Bernardo y Gavilanes | Norte: La Iglesuela del Tiétar | Noreste: La Iglesuela del Tiétar |
| Oeste: Buenaventura y Navamorcuende             |                                | Este: El Real de San Vicente     |
| Suroeste: Navamorcuende                         | Sur: Navamorcuende             | Sureste: El Real de San Vicente  |

## Historia
Almendral tiene vestigios megalíticos en varias zonas de su territorio. Se entiende importante desde la Antigüedad por discurrir por su tierra la cañada Real Leonesa como una vía importante para tránsito de culturas. Debió repoblarse a mediados del siglo XI. De ese periodo son una serie de tumbas antropomorfas localizadas en Las Artesas, donde debió existir un asentamiento en origen tardorromano-visigodo y posteriormente musulmán. En las cercanías se encuentra las ruinas medievales de la iglesia de San Salvador (actual cementerio) con reformas de los siglos XVI y XVII. Se cree que su torre se edificó sobre una antigua torre romana que controlaba la cañada. El primer documento que habla de El Almendral es de finales del siglo XII. En el siglo XIV, ocurrió un milagro en el que participaron el rey Pedro I y los santos de la localidad Juan y Juana. Desde 1276 la aldea del Almendral pertenecerá al señorío de Navamorcuende. Se emancipa de la villa de Navamorcuende a mediados del siglo XVII, cuando obtiene el título de villazgo de manos del primer marqués de Navamorcuende. A mediados del siglo XVI nace en este lugar Ana García Manzanas (1549-1626).Ingresó en el Carmelo con el nombre de Ana de san Bartolomé. Fue compañera inseparable de santa Teresa en los últimos años de su vida y una de las propagadoras del Carmelo Descalzo por Francia y Países Bajos. Murió en Amberes, en donde está enterrada. A principios del siglo XX fue beatificada. En el siglo XVII se edificó dentro del casco urbano la ermita de las Venerables Santa Teresa y Ana sobre la casa en donde nació la Beata en 1549. En su portada lucía el escudo carmelita. En el primer tercio del siglo XX se levantó la actual iglesia sobre esta ermita como consecuencia del incendio que sufrió la de San Salvador en 1806. Esta villa perteneció a la provincia de Ávila hasta 1834 que pasó a la de Toledo y al obispado de Ávila hasta mediados del siglo XX.
El nombre de El Almendral cambia al de Almendral de la Cañada a principios del siglo XX.
Monumentos de interés: Dolmen de los Majanos (Prehistoria) y estructuras megalíticas de Los Majanos y Las Cañadas (Prehistoria), tumbas antropomorfas de las Artesas (Edad Media), iglesia de San Salvador (Edad Media), ermita del Cristo de la Sangre (siglo XVII-XVIII), ermita de san Sebastián (siglo XVI), molino de Lanchuelas (Edad Media), iglesia de Nuestra Señora de la Antigua (siglo XVII-XIX); molinos harineros en la Garganta de Torinas, Arroyo de la Tejeda y Arroyo del Lugar (siglo XVIII-XX).
Esta villa se encuentra ubicada en la llamada "Ruta de Viriato".
Como datos anecdóticos, posee el récord "Guinnes" por tener la zambomba más grande del mundo; y una de las primeras granjas de avestruz de España si no la primera en el enclave del encinarrejo limítrofe con la provincia de Ávila
Hasta la reforma de la nomenclatura municipal de 1916 el municipio se llamaba simplemente Almendral. En dicha fecha su nombre fue modificado por el de Almendral de la Cañada.

## Administración
| Periodo   | Nombre                                              | Partido       |
| --------- | --------------------------------------------------- | ------------- |
| 1979-1983 | Arturo Núñez Fernández                              | Independiente |
| 1983-1987 | Arturo Núñez Fernández                              | AP/PDP/UL     |
| 1987-1991 | Francisca Simona San Román Fernández                | PSOE          |
| 1991-1995 | Francisca Simona San Román Fernández                | PSOE          |
| 1995-1999 | Eusebio Fierro Pírez                                | PP            |
| 1999-2003 | Eusebio Fierro Pírez                                | PP            |
| 2003-2007 | Dominica Sánchez Sierra                             | PP            |
| 2007-2011 | Juan José Menéndez Rico                             | PSOE          |
| 2011-2015 | Victoriano Fernández Sánchez                        | PP            |
| 2015-2019 | Cristina Bardera Jiménez / Mónica Vázquez Fernández | PSOE / PP     |
| 2019-2023 | Mónica Vázquez Fernández                            | PP            |
| 2023-act. | Marcelino Fernández Motos                           | PSOE          |

## Demografía
Cuenta con una población de 345 habitantes (INE 2024).
| Gráfica de evolución demográfica de Almendral de la Cañada entre 1842 y 2021 |
| |
| Población de derecho según los censos de población del INE Población de hecho según los censos de población del INEEn estos censos se denominaba Almendral: 1842, 1857, 1860, 1877, 1887, 1897, 1900 y 1910 |

## Fiestas
- 15 de mayo: San Isidro
- 8 de septiembre: fiesta en honor a la Virgen de la Antigua
- 11 de septiembre: Beata Ana de San Bartolomé

## Personas notables
- Beata Ana de San Bartolomé, secretaria de Santa Teresa de Jesús.